# اندیس لکر کوه
لکر کوه یک اندیس فلزی است که در حوالی شهر لکر کوه استان کرمان قرار دارد و مادهٔ معدنی موجود در آن، سرب و روی است.  